# Altarejos
Altarejos ist eine Gemeinde (Municipio) und ein Dorf mit 204 Einwohnern (Stand: 2024) in der Provinz Cuenca in der Autonomen Region Kastilien-La Mancha. Neben dem Hauptort Altarejos gehört die Ortschaft Poveda de la Obispalía zur Gemeinde.

## Lage
Altarejos liegt etwa 24 Kilometer südwestlich von Cuenca in einer Höhe von ca. 885 m.

## Bevölkerungsentwicklung
| 1970 | 1981 | 1991 | 2001 | 2011 | 2021 |
| ---- | ---- | ---- | ---- | ---- | ---- |
| 600  | 567  | 402  | 325  | 239  | 198  |

## Sehenswürdigkeiten
- Kirche Mariä Himmelfahrt (Iglesia de Nuestra Señora de la Asunción)
- Marienkapelle
- Mameskapelle

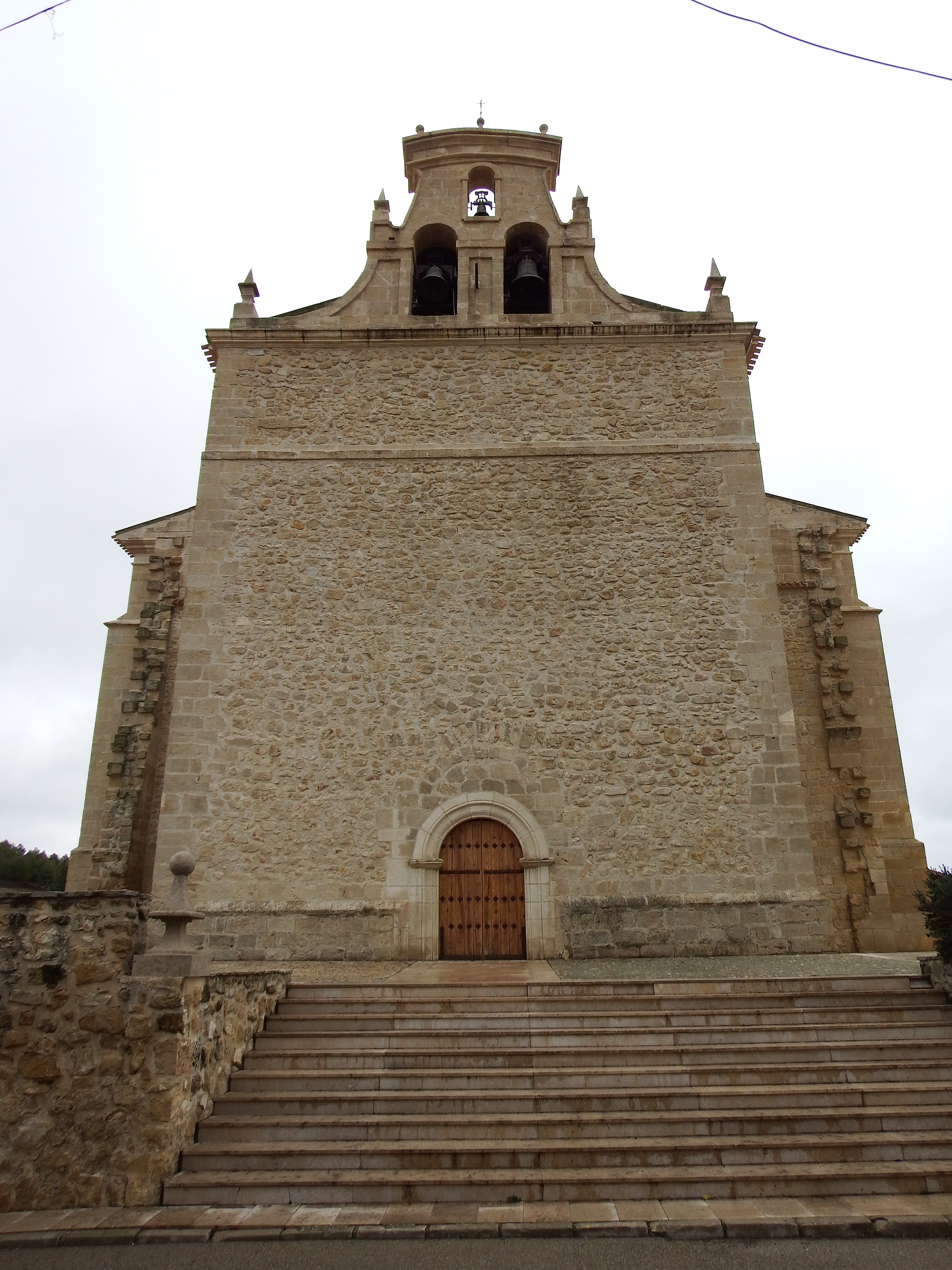
Kirche Mariä Himmelfahrt
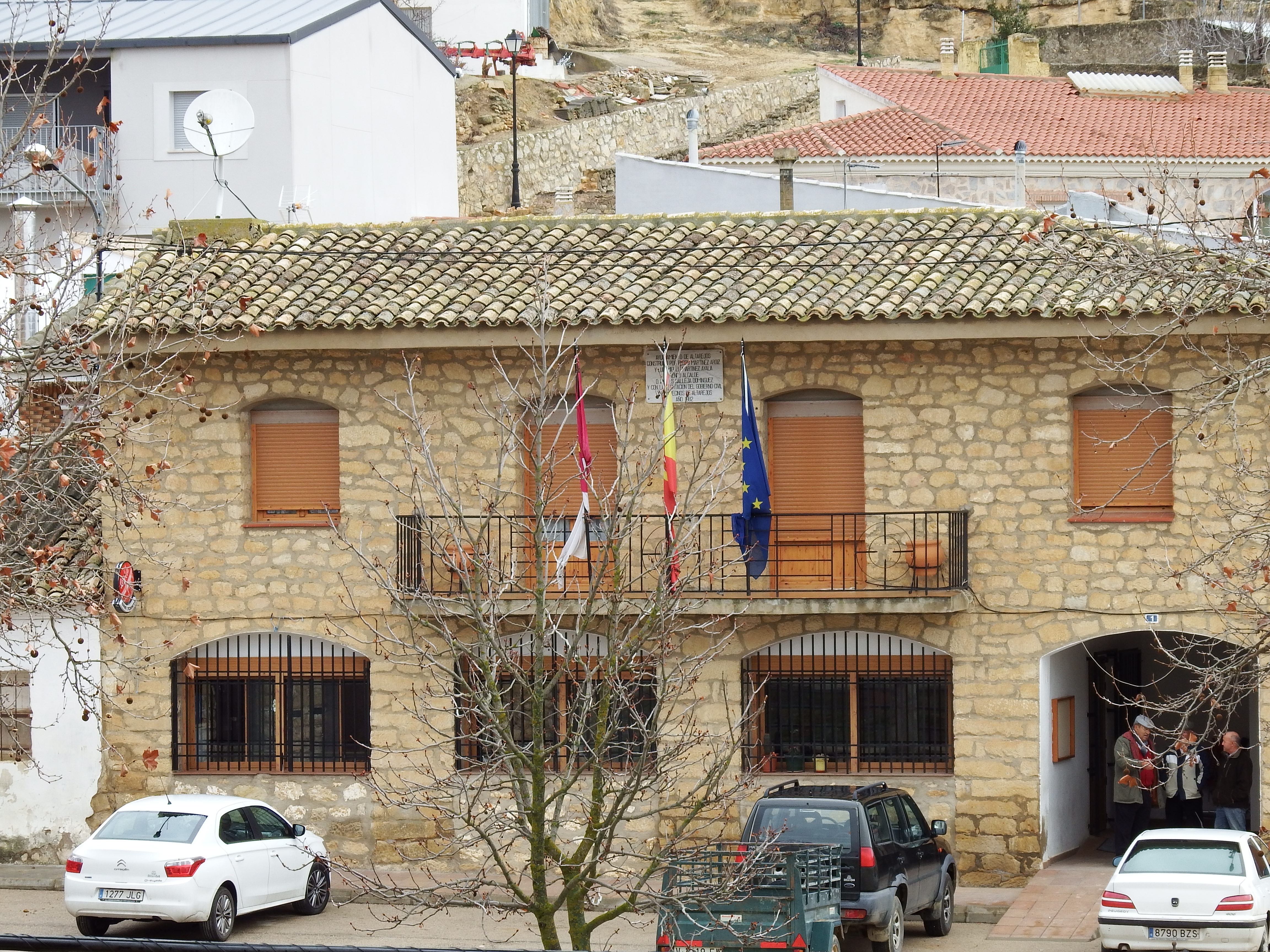
Rathaus